# Poxtóve
Poxtóve (en ucraïnès: Поштове, rus: Почтовое, Potxtóvoie) és un assentament de tipus urbà (un possiólok) de la República Autònoma de Crimea a Ucraïna, que el 2014 tenia 3.086 habitants. Pertany al districte de Bakhtxissarai. Fins al 1945 la vila es deia Bazartxik.

## Població
Segons les dades del 2001 la composició de la població de la vila de Poxtóve d'acord amb la llengua que empren és la següent:
| Llengua  | %     |
| -------- | ----- |
| Rus      | 86,20 |
| Tàtar    | 6,31  |
| Ucraïnès | 4,46  |
| Romaní   | 0,3   |
| Altres   | 0,23  |